# أوزفالدو ريفا
أوزفالدو ريفا (بالإيطالية: Osvaldo Riva)‏ هو مصارع هاوي إيطالي، ولد في 3 نوفمبر 1927 في جنوة في إيطاليا.

## وصلات خارجية
- أوزفالدو ريفا على موقع قاعدة بيانات المصارعة الدولية (الإنجليزية)
- أوزفالدو ريفا على موقع أوليمبيديا (الإنجليزية)